# Trichodesma mudgalii
Trichodesma mudgalii är en strävbladig växtart som beskrevs av An.Kumar och K.K.Khanna. Trichodesma mudgalii ingår i släktet Trichodesma och familjen strävbladiga växter. Inga underarter finns listade i Catalogue of Life.